# Mac OS X Server
Mac OS X Server este un sistem de operare tip server produs de Apple.